# ماء عادم (فلم)
ماء عادم (بالإنجليزية: Dark Water) هو فيلم أمريكي من إخراج والتر سالس، أٌصدر الفيلم سنة 2005، وقد تكلفت توتشستون بيكشرز بعمليه الإنتاج.

## قصة الفيلم
بعد طلاق داهيا ويليامز من زوجها السابق، وجدت عملا جديدا وشقة جديدة كذلك، حيث تغير منحى حياتها تدريجيا، لتقرر الاعتناء بطفلتها الصغيرة ومرافقتها في أغلب أوقاتها، هذه الطفلة الوحيدة والتي كانت تدعو أصدقاء خياليين، في حين ترفض صداقة الأطفال في مثل عمرها. لكن وللأسف لم تهتم الوالدة بهذه المشكلة وجعلت الطفلة الصغيرة تواصل فيما كانت عليه، بل هيئت لها كل الظروف لذلك. وبالتالي أصبحت شقتها الجديدة هذه موحشة وفي نفس الوقت تصيب بالهلع، حيث كان تستمع أحيانا لضجيج غريب جدا، وأحيانا أخرى كانت تحصل حوادث وأحداث خارجة عن نطاق التصديق، مما يجعل داهيا تقرر مواجهة هذا الخطر والتغلب عليه بنفسها.

## بطاقة تقنية
- العنوان الأصلي: Dark Water[5]
- المخرج: والتر سالس
- الإنتاج: بيل ميشانيك (بالإنجليزية: Bill Mechanic)، روي لي ودوغ دافيزن
- كاتب السيناريو: رافاييل يجليسياس
- مدير التصوير: أفونسو بياتو
- المونتاج: دانيال ريزيند
- المدير الفني: نيكولاس لاندي وآندريو سترين
- مهندس الديكور: تيريز ديبيريز
- اللباس: مايكل ويلكنسون
- سنة الإنتاج: 2004
- النوع: رعب، دراما
- المدة: 105 دقائق
- الشكل: فيلم ألوان
- مكان التصوير: إنجلترا

## طاقم العمل
| اسم الممثل         | الاسم الأصلي        | الدور                  |
| ------------------ | ------------------- | ---------------------- |
| جينيفر كونلي       | Jennifer Connelly   | داهليا وليامز          |
| آريال جاد          | Arirl Gade          | سيسيليا وليامز         |
| جون ك. رايلي       | John C.Reilly       | موراي                  |
| تيم روث            | Tim Roth            | جيف بلاتزر             |
| دوجراي سكوت        | Dougray Scott       | كايل                   |
| جينيفر باكستر      | Jennifer Baxter     | ماري                   |
| ليندا إموند        | Linda Emond         | إديث ليفين             |
| كامرين مانهايم     | Camryn Manheim      | السيدة فينكل           |
| بيرلا هاناي-جاردين | Perla Haney-Jardine | ناتاشا (داهليا الشابة) |
| دييجو فيانتيس      | Diego Fuentes       | البواب الليلي          |
| إلينا لاونسون      | Elina löwnsohn      | أم داهليا              |

## روابط خارجية
- مقالات تستعمل روابط فنية بلا صلة مع ويكي بيانات